# Музей Карена Демирчяна
Музей Карена Демирчяна (арм. Կարեն Դեմիրճյանի թանգարան) — учреждение культуры, расположен в Ереване, улица Казара Парпеци, 7.
Задачей музея является увековечивание памяти выдающегося армянского советского политического и государственного деятеля Карена Демирчяна (1932—1999), а также содействие патриотическому воспитанию подрастающего поколения на примере жизни и трудового пути Карена Демирчяна.

## История
Создан по Постановлению Правительства Армении № 9 от 9 января 2001 года.
Торжественная церемония открытия главной экспозиции состоялась 20 апреля 2007 года и была приурочена к 75-летию Карена Демирчяна. В церемонии открытия приняли участие вдова Карена Демирчяна, Римма Демирчян, премьер-министр Республики Армения, Серж Саркисян, глава парламента страны Тигран Торосян, присутствовал Степан Демирчян.

## Экспозиция
В музее собраны документы, фотографии, видеоматериалы, воспоминания современников, личные вещи, правительственные награды, сувениры и памятные вещи от художников, друзей, глав разных государств, политиков, художественные работы, олимпийские медали, подаренные Карену Демирчяну, личный архив Карена Демирчяна, который также включает его рабочие дневники в течение его пребывания на посту первого секретаря ЦК Коммунистической партии Советского Союза.
Серебряный свиток с надписью по случаю 50-летия со дня рождения Карена Демирчяна от католикоса Вазгена I освещает широкомасштабную деятельность Карена Демирчяна.
Представляют большой интерес книги и произведения армянских и русских художников, учёных и писателей.
Историко-культурная ценность канцелярии Первого секретаря ЦК Компартии Армении, которая была своевременно (1950 г.) подготовлена по проекту народного художника СССР Григора Ханджяна. В зале ЦК Коммунистической партии Армении представлена мебель и предметы, используемые Кареном Демирчяном и секретарями ЦК, а также рабочий стол Карена Демирчяна периода, когда он был избран в Национальное собрание Армении.
В музее собрана библиотека политической литературы, где посетители могут познакомиться с историей советской и постсоветской эпох Армении.
Есть конференц-зал, где проводятся различные мероприятия, конференции, дебаты, пресс-конференции, встречи с представителями науки, культуры, промышленности и политики.
В музее часто организуются тематические выставки: развитие сельского хозяйства в Армении в 1970—1990 гг., история Ереванского метрополитена, история празднования «Эребуни-Ереван» и т. д. Цель мероприятия — подвести итоги деятельности Карена Демирчяна. Летний выставочный зал музея предназначен для организации временных выставок и других культурных мероприятий.
Благотворительный фонд Карена Демирчяна и Музей совместно публиковали книги, брошюры, каталоги и книги, освещающие жизнь и деятельность Карена Демирчяна.